# الاید تلیسیس

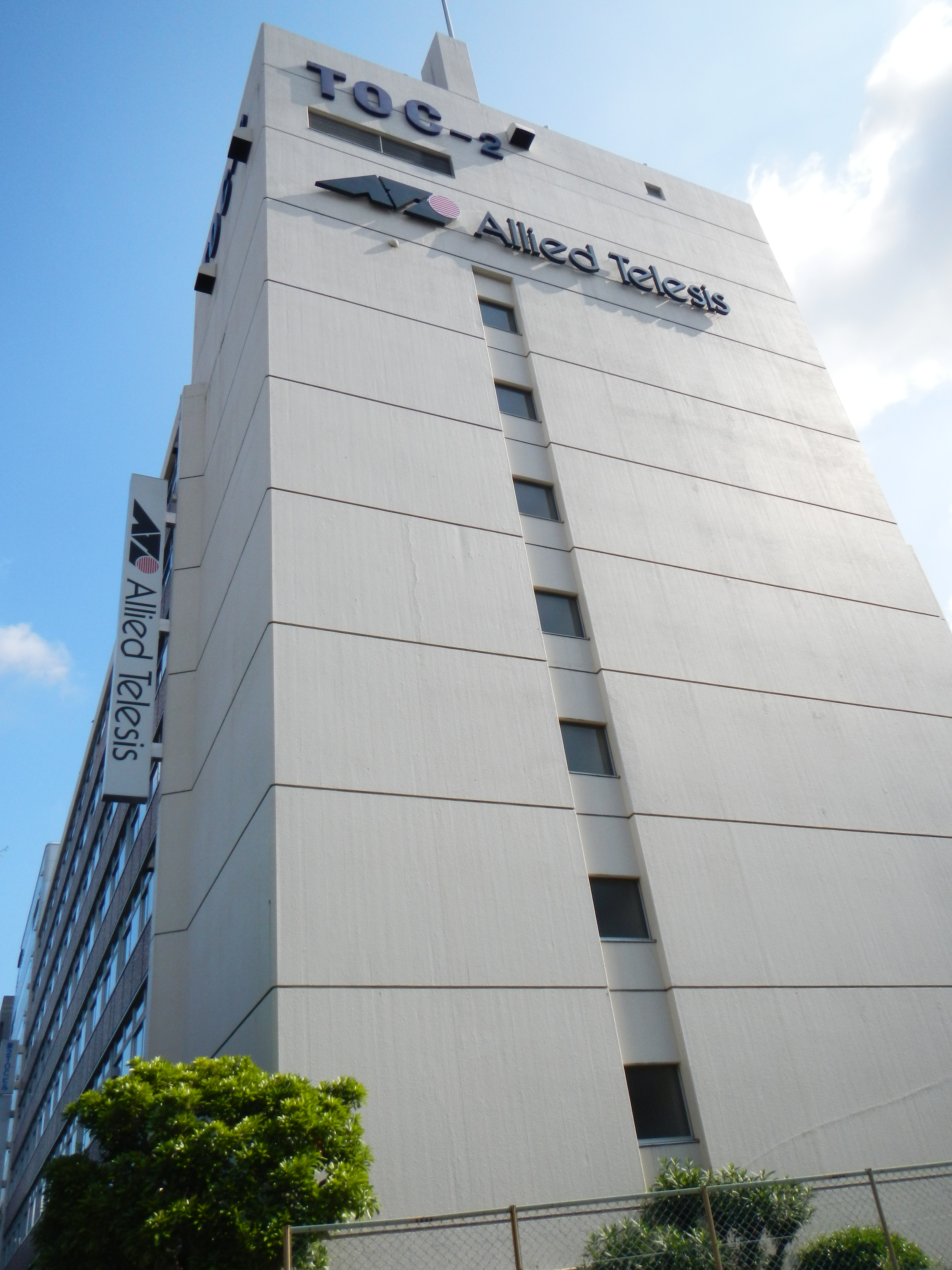
ساختمان مرکزی الاید تلیسیس

الاید تلیسیس (به انگلیسی: Allied Telesis) شرکت هلدینگ تجهیزات رایانه‌ای و مخابراتی ژاپنی است، که در زمینه تولید تجهیزات شبکه و شبکه‌های محلی، کارت‌ها و سوئیچ‌های شبکه، رهیابها، سیستم‌های تبادل بسته بین‌شبکه‌ای و پروتکل‌های اینترنتی، روترهای شبکه گسترده، تجهیزات وویپ، سیستم‌های جلوگیری از نفوذ و دیوارهای آتش فعالیت می‌نماید.
شرکت الاید تلیسیس در سال ۱۹۸۷ راه‌اندازی شد و در حال حاضر به‌عنوان یکی از ۱۰ شرکت بزرگ تولیدکننده تجهیزات شبکه‌های کامپیوتری و مخابراتی جهان بشمار می‌آید.
دفتر مرکزی این شرکت در منطقه شیناگاوا شهر توکیو، ژاپن قرار دارد و سهام آن در بازار بورس توکیو معامله می‌شود.